# Лулео
Лулео (швед. Luleå, фін. Luulaja, луле-саам. Luleju) — місто в Швеції, адміністративний центр лену Норрботтен і однойменної комуни. Розташоване в північній частині країни, на березі Ботнічної затоки.
У Лулео є четвертий за величиною товарний порт Швеції. Лулео — металургійний центр із розвиненою сталеварною промисловістю. Найпівнічніший технічний університет Швеції — Технологічний університет Лулео— також розташований у місті.

## Географія
Лулео розташоване на березі затоки, що утворюється в гирлі річки Лулеельвен.

### Клімат
Місто знаходиться в зоні, котра характеризується континентальним субарктичним кліматом. Найтепліший місяць — липень із середньою температурою 15.6 °C (60 °F). Найхолодніший місяць — січень із середньою температурою -10.6 °С (13 °F).
| Клімат Лулео            | Клімат Лулео | Клімат Лулео | Клімат Лулео | Клімат Лулео | Клімат Лулео | Клімат Лулео | Клімат Лулео | Клімат Лулео | Клімат Лулео | Клімат Лулео | Клімат Лулео | Клімат Лулео | Клімат Лулео |
| Показник                | Січ.         | Лют.         | Бер.         | Квіт.        | Трав.        | Черв.        | Лип.         | Серп.        | Вер.         | Жовт.        | Лист.        | Груд.        | Рік          |
| Абсолютний максимум, °C | 8            | 8            | 10           | 17           | 27           | 29           | 28           | 28           | 22           | 15           | 12           | 7            | 29           |
| Середній максимум, °C   | −7           | −6           | −1           | 3            | 10           | 16           | 18           | 16           | 11           | 5            | −1           | −6           | 5            |
| Середня температура, °C | −10          | −10          | −5           | 0            | 6            | 12           | 15           | 13           | 8            | 2            | −3           | −8           | 1            |
| Середній мінімум, °C    | −14          | −13          | −8           | −3           | 2            | 8            | 12           | 10           | 5            | 0            | −6           | −12          | −1           |
| Абсолютний мінімум, °C  | −33          | −33          | −32          | −10          | −6           | 0            | 0            | 2            | −3           | −18          | −27          | −32          | −33          |
| Норма опадів, мм        | 30           | 30           | 30           | 20           | 30           | 30           | 30           | 60           | 60           | 40           | 40           | 40           | 490          |
| ----------------------- | ------------ | ------------ | ------------ | ------------ | ------------ | ------------ | ------------ | ------------ | ------------ | ------------ | ------------ | ------------ | ------------ |
| Джерело: Weatherbase    |              |              |              |              |              |              |              |              |              |              |              |              |              |

## Історія

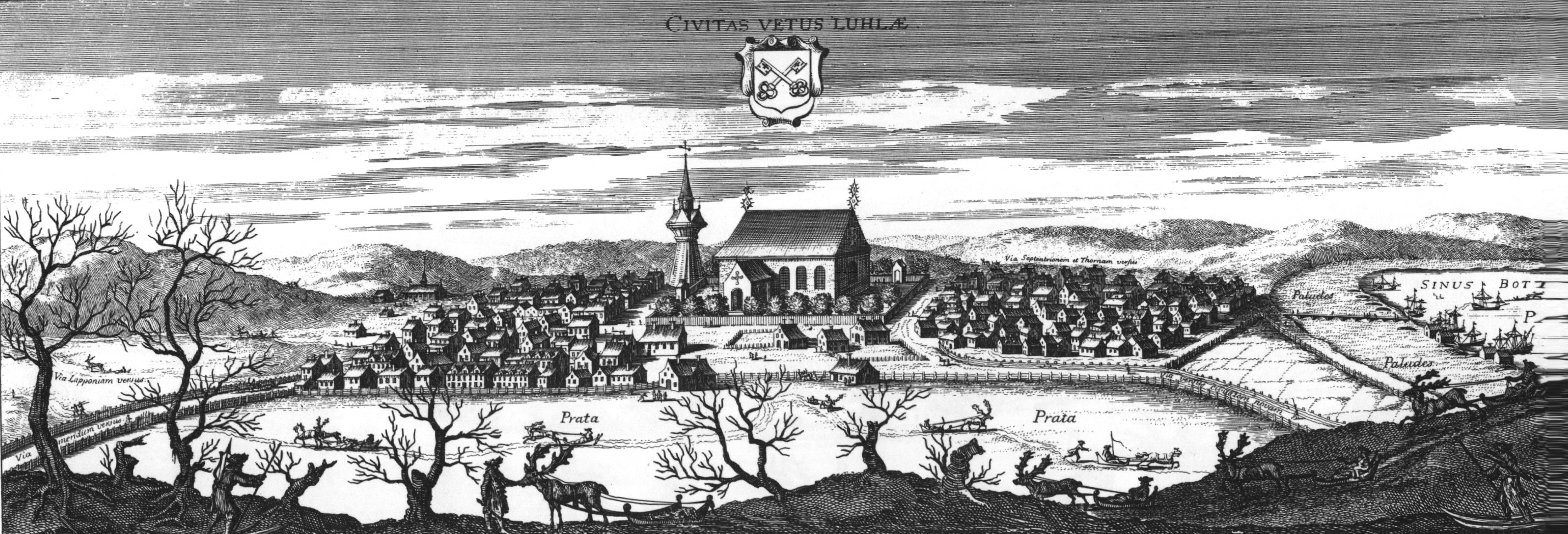
Лулео в 1700

Лулео завжди було важливим портом, навіть в період своєї ранньої історії, у 13-15 століттях.
Люлео (Luleå), або річка Люле, люлесаамською (Lule Sami) Юлеведно (Julevädno), — річка на півночі Норрленда (графство Норрботтен). Річка протяжністю 461 км і водосховищем 25 240 км². Назва походить від люлесаамської мови «люлій» (lulij) «той, хто живе на сході». Раніше цих саамів називали лісовими саамами. Ще може означати «річка Самі». У саамів річку Стура-Люле називають «Стур-Юлеведно» (Stuor Julevädno).
У 1621 році шведським королем Густавом ІІ Адольфом було видано привілей, за яким Лулео отримало статус міста. Тоді воно знаходилося на місці теперішнього Ґамельстаду, або Старого Міста. У 1649 році місто було перенесено на теперішнє місце через ізостатичний підйом суходолу.
До кінця XIX століття багато споруд Лулео залишалися дерев'яними. Саме тому жахлива пожежа 1887 року майже повністю знищила місто.
У 1891—1895 роках у Лулео було споруджено електростанцію, поліцейську дільницю та пожежну станцію. 1893 року було споруджено новий храм у неоготичному стилі заввишки 63 метри.
У 1894 році було відкрито новозбудовану епідемічну лікарню.
Залізницю Мальмбанан між Єлліваре і Лулео завершили будувати 1888 року: таким чином місто стало портом доставки залізної руди з Мальмбергета.
Незабаром виникли передмістя, а саме Бергвікен в адміністративній зоні міста, а також Свартостаден, Скурхольмен і Бергнасет. Свартостаден і Скурхольмен були включені до міста Лулео в 1933 році.
Паралельно з розширенням порту Лулео розвивалося  як промислове місто, в 1887 році було відкрито корабельню і пов'язані з ним майстерні (1932 перетворено на «Nya AB. Luleå Varv & Verkstäder»),
сталеплавильний завод у Карлсвіку в 1906 році.
1904 року в місті запроваджено водопостачання та каналізація.
У 1943 році на Свартоні відкрито Норрботтенський металургійний завод.
1971 року відкрито Технологічний університет Лулео.

## Транспорт
Найважливішими дорогами є автошлях E4, що покладено приблизно за п'ять кілометрів від центру міста, і автошлях E10 у напрямку Кіруни/Нарвіка.
Автошлях 97 сполучає місто з лікарнею Сундербі, Буденом і Йоккмокком.
4-5 мільйонів тонн залізної руди вивозиться через порт Лулео щороку.
Від Лулео-Центральне до Нарвіка в Норвегії споруджено Мальмбанан.
Є також прямі поїзди (нічний рух) до Стокгольма та до Нарвіка через Буден.
Luleå Lokaltrafik управляє міським транспортом у Лулео.
Місто має 31 автобусну лінію.
Аеропорт Лулео розташовано на південь від міста.

### Мости
- Бергнесброн[sv], відкрито в 1954 році, має двосмугову дорогу та подвійні пішохідні та велосипедні доріжки.
- Гамла-Геддвіксброн[sv], відкрито в 1941 році, має двосмугову дорогу та подвійні пішохідні та велосипедні доріжки.
- Новий міст Геддвік[sv], відкрито в 1978 році, є частиною автошляху E4 з трисмуговою автомагістраллю.

## Герб міста
Герб місту надано привілеєм короля Густава ІІ Адольфа 1621 року. На гербі були зображені два ключі. У затвердженому варіанті 1942 року герб мав забарвлення: срібне поле та сині ключі.
Після адміністративно-територіальної реформи, проведеної у Швеції на початку 1970-х років, муніципальні герби стали використовуватися лишень комунами. Тому з 1974 року цей герб представляє комуну Лулео, а не місто.

## Галерея

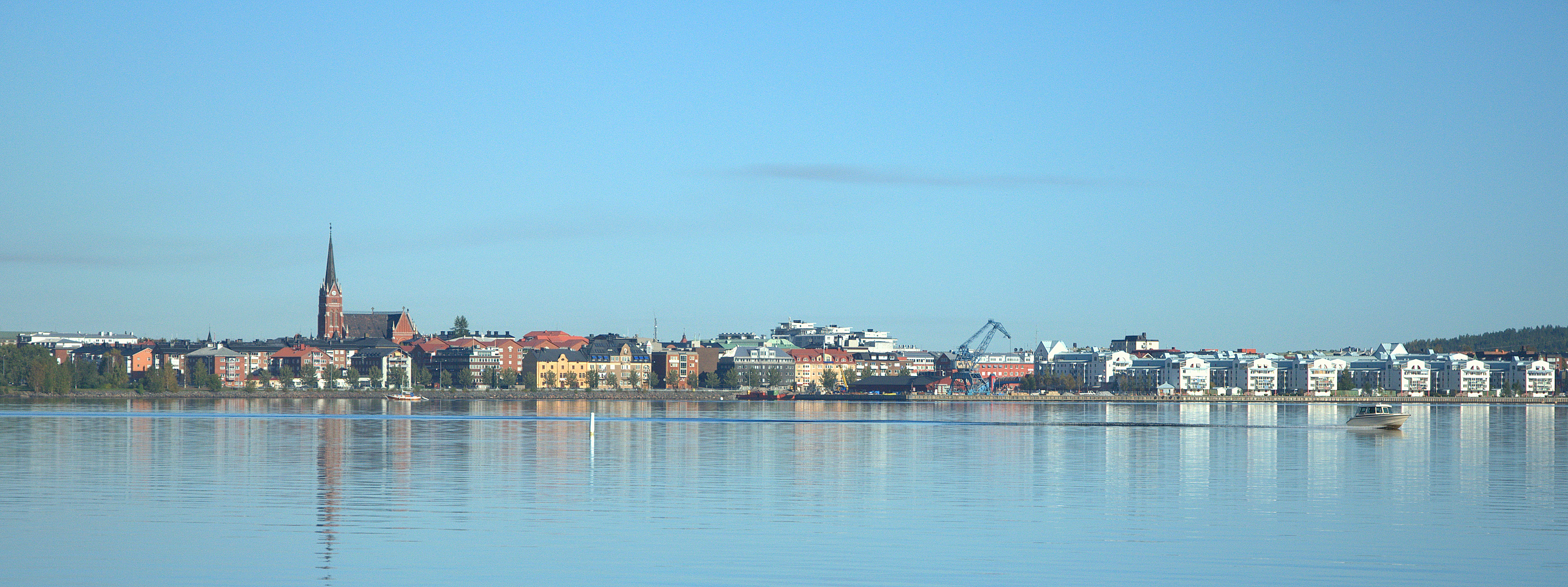
Вид на місто з моря

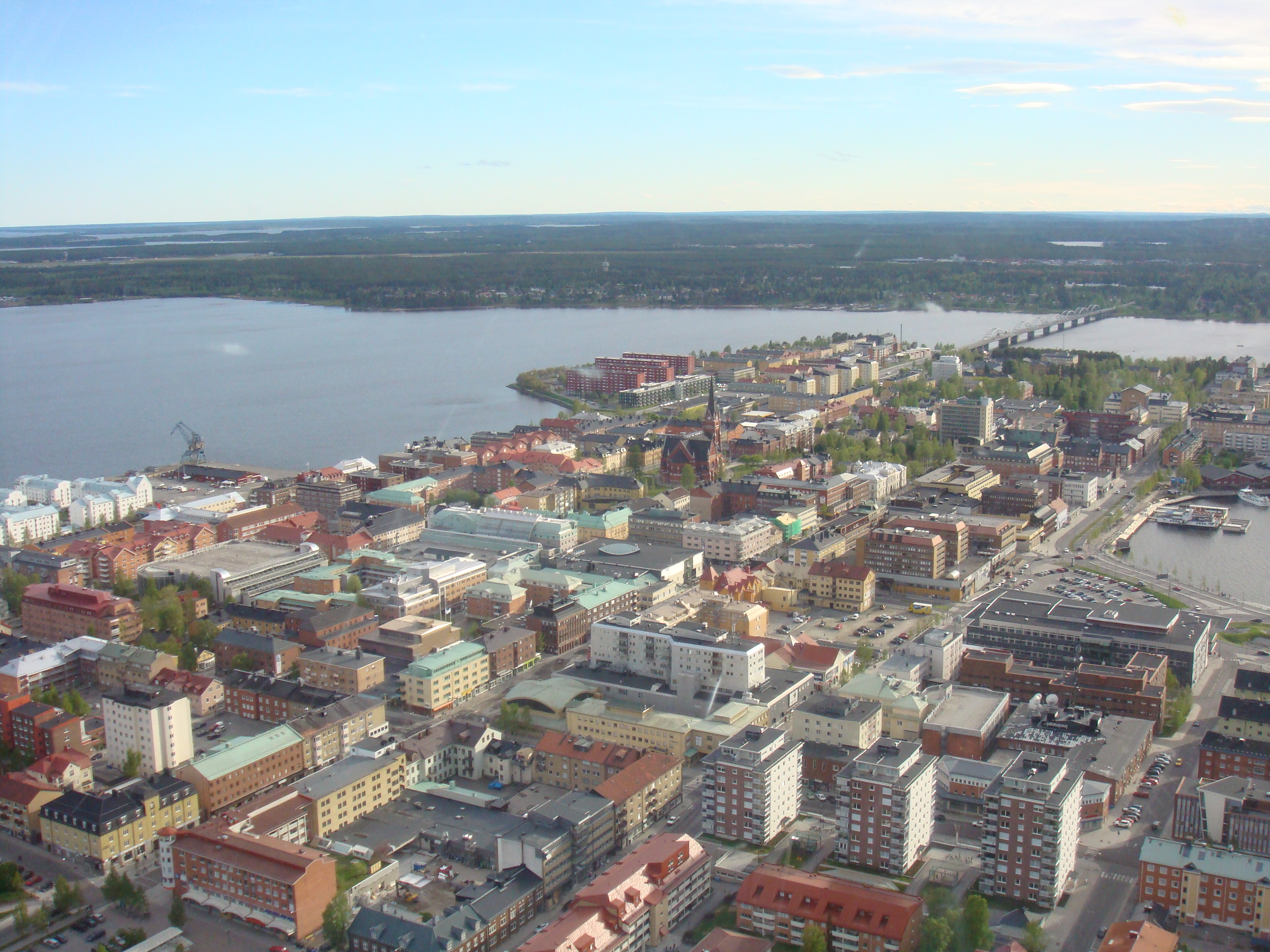
Краєвид
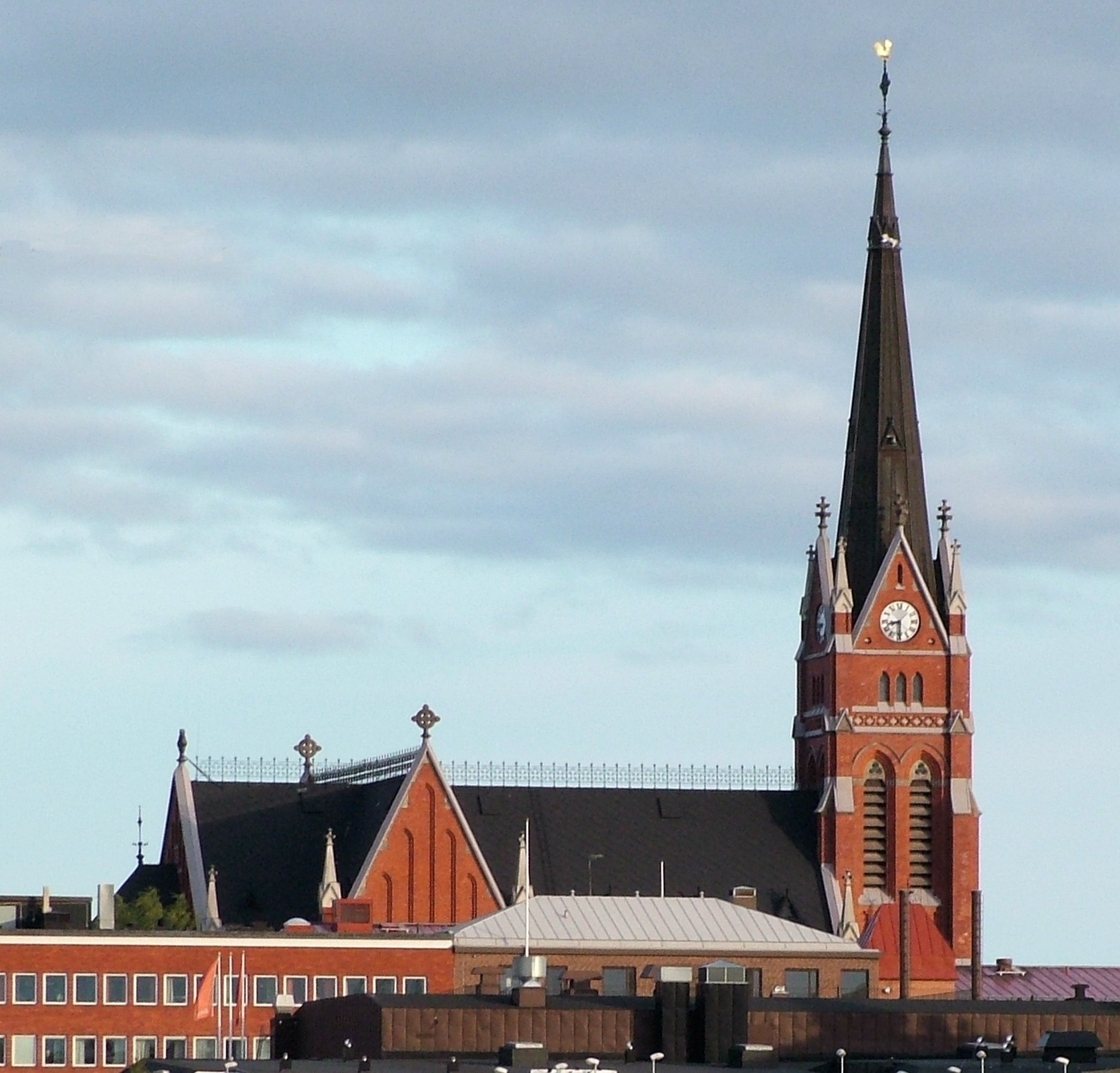
Катедральний собор
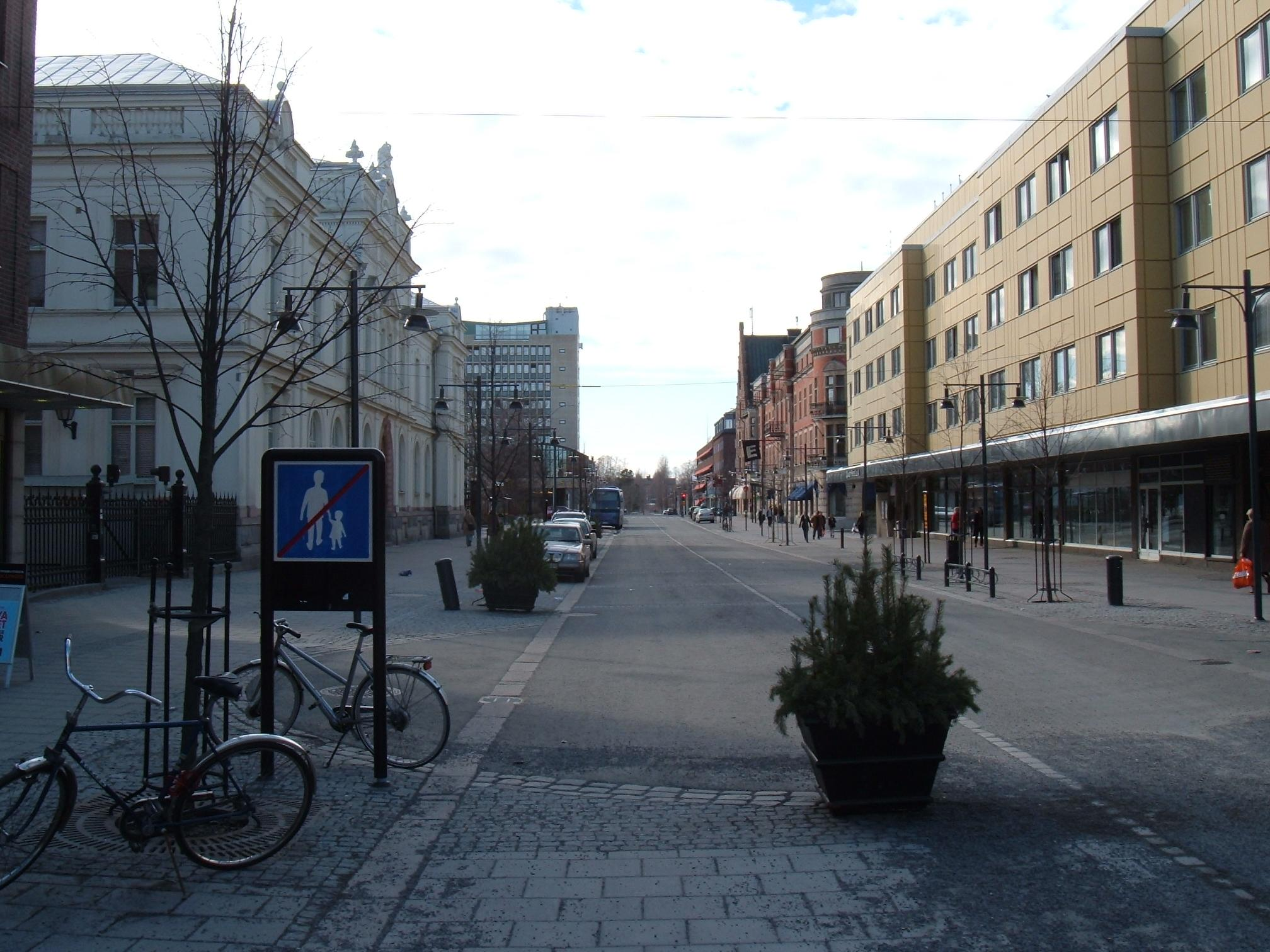
Вулиця Сторгатан
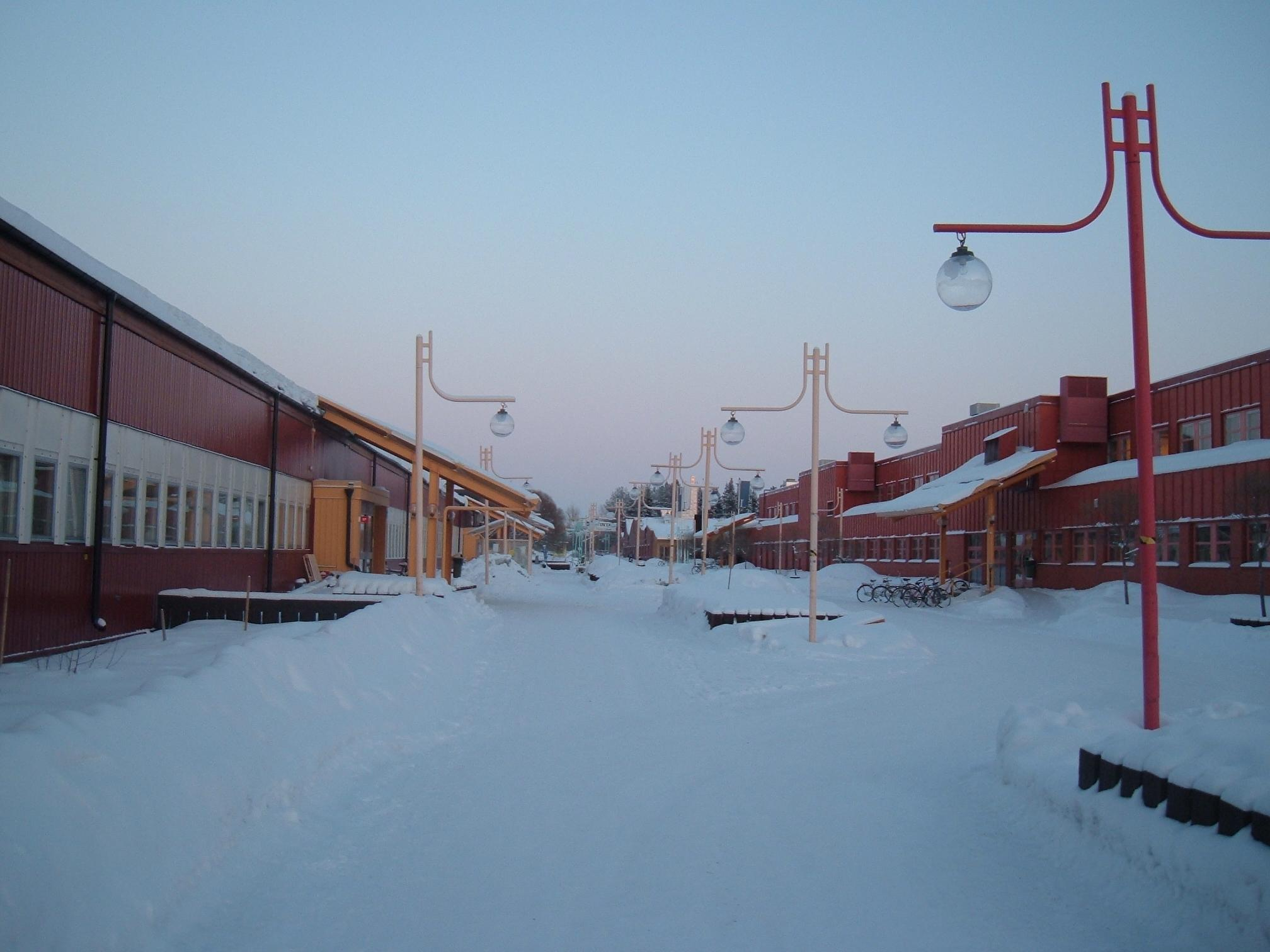
Технічний університет